# Малая Ургинка
Малая Ургинка — река в России, протекает по Башкортостану. Устье реки находится в 18 км по левому берегу реки Ургинка. Длина реки составляет 19 км.

## Данные водного реестра
По данным государственного водного реестра России относится к Уральскому бассейновому округу, водохозяйственный участок реки — Большой Ик. Речной бассейн реки — Урал (российская часть бассейна).
Код объекта в государственном водном реестре — 12010000612112200006047.